# Eidotheoideae
Eidotheoideae es una subfamilia de plantas de la familia Proteaceae. Contiene un solo género:  Eidothea; es originario de Australia.
Es un género de dos especies de árboles de la selva tropical  en Nueva Gales del Sur y Queensland en Australia oriental, que pertenece a la familia de las proteáceas. 
El género lleva el nombre de Eidothea, una de las tres hijas de Proteo en la mitología griega.

## Taxonomía
Eidothea fue descrito por A.W.Douglas & B.Hyland y publicado en Fl. Australia 16: 472. 1995. La especie tipo es: Eidothea zoexylocarya A.W.Douglas & B.Hyland

## Especies
- Eidothea hardeniana P.H.Weston & Kooyman
- Eidothea zoexylocarya A.W.Douglas & B.Hyland